# Richard Gnolfo
Richard Christopher Gnolfo (* in Queens, New York City, New York) ist ein US-amerikanischer Schauspieler, Drehbuchautor und Filmproduzent, der vor allem durch sein Mitwirken an der Ein Hund rettet...-Filmreihe bekannt geworden ist.

## Leben
Gnolfo wurde im New Yorker Stadtbezirk Queens geboren. Am dortigen William Esper Studio lernte er das Schauspiel. Er machte seinen Bachelor of Science in Finanzen an der Stern School of Business, einer Fakultät der New York University. Gnolfo spricht fließend Italienisch. Er ist Mitgründer der Rebellion Films Inc. im Jahr 2004. Sein Schauspieldebüt gab er 2002 in dem Kurzfilm Where Broadway Ends und dem Spielfilm Interceptor Force 2. In den nächsten Jahren folgten überwiegend Besetzungen in US-amerikanischen Fernsehfilmen, an dessen Drehbuch und Produktion er teilweise ebenfalls beteiligt war. Am bekanntesten ist er durch die Realisierung von sechs Filmen der Ein Hund rettet...-Filmreihe (im Original The Dog Who Saved...).

## Filmografie

### Schauspiel
- 2002: Where Broadway Ends (Kurzfilm)
- 2002: Interceptor Force 2 (Fernsehfilm)
- 2003: Milk and Honey
- 2003: Stand By (Kurzfilm)
- 2003: Deep Shock (Fernsehfilm)
- 2004: Liliths Fluch (Darklight) (Fernsehfilm)
- 2004: Criminal Intent – Verbrechen im Visier (Law & Order: Criminal Intent) (Fernsehserie, Episode 4x06)
- 2005: Kampf der Planeten (Crimson Force) (Fernsehfilm)
- 2005: Manticore – Blutige Krallen (Manticore) (Fernsehfilm)
- 2006: Das Gesicht der Wahrheit (Freedomland)
- 2008: Auf der Jagd nach der Monster Arche (Monster Ark) (Fernsehfilm)
- 2009: Ein Hund rettet Weihnachten (The Dog Who Saved Christmas) (Fernsehfilm)
- 2010: A Nanny for Christmas (Fernsehfilm)
- 2011: Ein Hund rettet Halloween (The Dog Who Saved Halloween) (Fernsehfilm)
- 2011: 12 Wishes of Christmas (Fernsehfilm)
- 2015: Ein Hund rettet den Sommer (The Dog Who Saved Summer)

### Drehbuch
- 2009: Ein Hund rettet Weihnachten (The Dog Who Saved Christmas) (Fernsehfilm)
- 2010: A Nanny for Christmas (Fernsehfilm)
- 2010: Ein Hund rettet die Weihnachtsferien (The Dog Who Saved Christmas Vacation) (Fernsehfilm)
- 2011: Ein Hund rettet Halloween (The Dog Who Saved Halloween) (Fernsehfilm)
- 2011: 12 Wishes of Christmas (Fernsehfilm)
- 2012: Jersey Shore Shark Attack (Fernsehfilm)
- 2012: Ein Hund rettet den Weihnachtsurlaub (The Dog Who Saved the Holidays) (Fernsehfilm)
- 2013: All I Want for Christmas
- 2014: Ein Hund rettet Ostern (The Dog Who Saved Easter)
- 2014: House of Secrets
- 2015: Ein Hund rettet den Sommer (The Dog Who Saved Summer)
- 2018: Christmas Wonderland (Fernsehfilm)

### Produktion
- 2009: Ein Hund rettet Weihnachten (The Dog Who Saved Christmas) (Fernsehfilm)
- 2010: A Nanny for Christmas (Fernsehfilm)
- 2010: Ein Hund rettet die Weihnachtsferien (The Dog Who Saved Christmas Vacation) (Fernsehfilm)
- 2011: Ein Hund rettet Halloween (The Dog Who Saved Halloween) (Fernsehfilm)
- 2011: 12 Wishes of Christmas (Fernsehfilm)
- 2012: Jersey Shore Shark Attack (Fernsehfilm)
- 2012: Ein Hund rettet den Weihnachtsurlaub (The Dog Who Saved the Holidays) (Fernsehfilm)
- 2013: All I Want for Christmas
- 2014: Ein Hund rettet Ostern (The Dog Who Saved Easter)
- 2014: House of Secrets
- 2015: Ein Hund rettet den Sommer (The Dog Who Saved Summer)